# Thomas Melvill
Thomas Melvill (1726 - diciembre de 1753) fue un filósofo natural escocés activo en los campos de la espectroscopia y la astronomía.

## Biografía
Hijo de Helen Whytt y el reverendo Andrew Melville, ministro de Monimail, Melvill era estudiante en la Universidad de Glasgow. En 1749, con Alexander Wilson, su arrendador y más tarde el primer profesor de astronomía en la Universidad, hicieron el primer uso registrado de cometas en meteorología. Midieron la temperatura del aire a varios niveles sobre el suelo simultáneamente con un tren de cometas.
En particular, pronunció una conferencia titulada Observaciones sobre la luz y los colores ante la Sociedad Médica de Edimburgo en 1752, en la que describió lo que se ha visto como la primera prueba de la llama. En él describió cómo había usado un prisma para observar una llama coloreada por varias sales. Informó que siempre se veía una línea amarilla en el mismo lugar del espectro; éste se derivaba del sodio que estaba presente como impureza en todas sus sales. Debido a esto, a veces se le describe como el padre de la espectroscopia de emisión de llama, aunque no identificó la fuente de la línea ni propuso su experimento como método de análisis.
También propuso que los rayos de luz de diferentes colores viajaran a diferentes velocidades para explicar la acción de un prisma, y sugirió que esto podría verificarse en las lunas de Júpiter ya que los colores cambiaban ligeramente en diferentes etapas de su órbita. Un experimento de James Short no pudo confirmar su hipótesis.
Melvill murió en la ciudad de Ginebra en 1753, a los 27 años.